# Palomitero

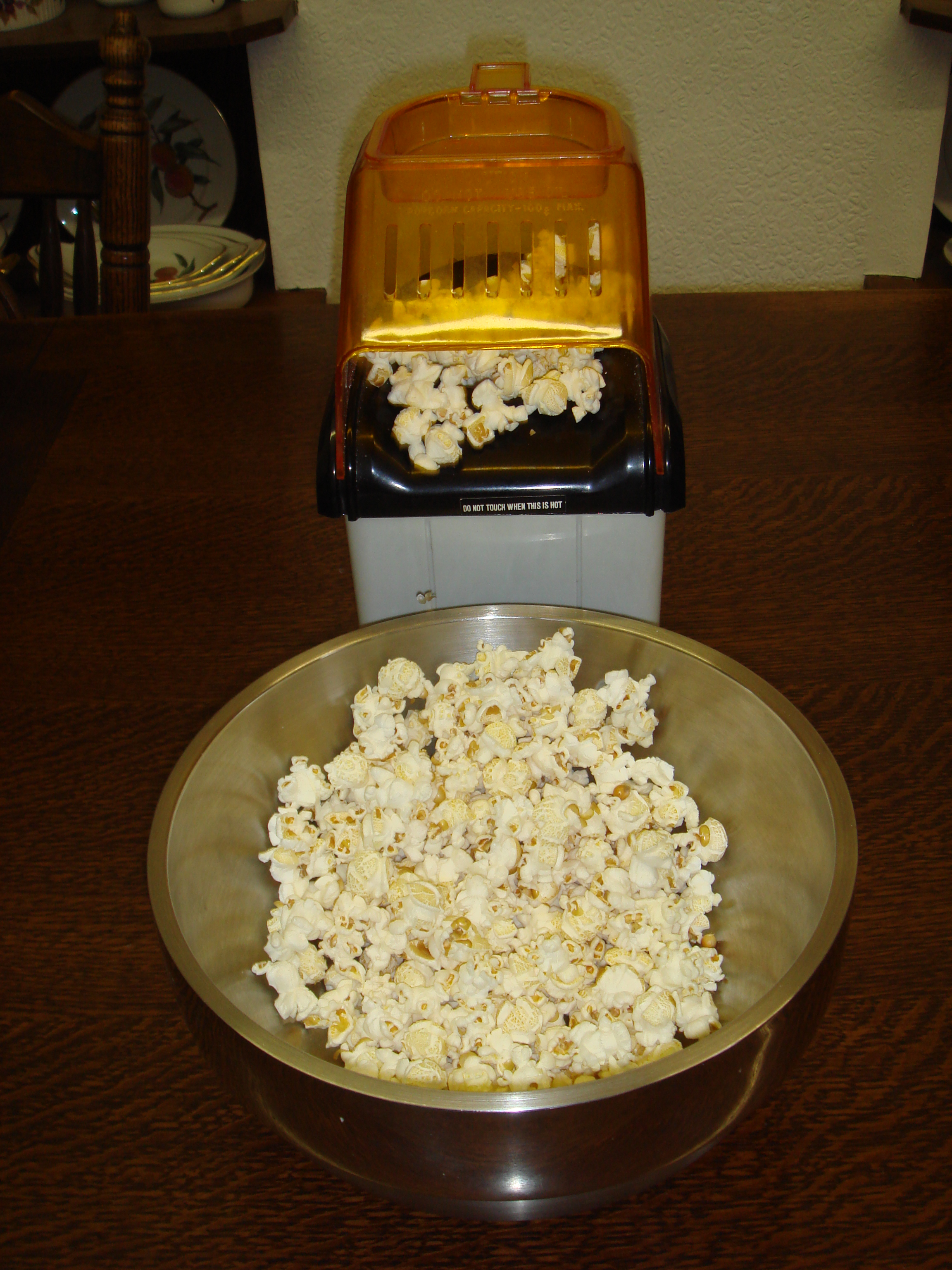
Un palomitero.

Un palomitero, palomitera, pochoclera (rioplatense), cotufera (en Venezuela) o crispetera (en Colombia) es una máquina usada para elaborar palomitas de maíz. Las versiones industriales suelen hallarse en cines y ferias, elaborando palomitas con aceite, procediendo aproximadamente el 45% de las calorías del producto final de las grasas. Los palomiteros de aire caliente aparecieron para uso doméstico a finales de los años 1970, y producen palomitas con solo un 5% de sus calorías procedentes de las grasas.

## Historia
El método original empleado para elaborar palomitas de maíz era sujetar y sacudir una cesta de alambre llena de granos de maíz crudos sobre una llama o fuego. El resultado un aperitivo caliente, seco, desigualmente cocinado y a menudo quemado.
La máquina Cretors tostaba automáticamente maíz en una mezcla de manteca de cerdo, aceite y sal. El resultado era una máquina que hacía palomitas condimentadas uniformemente, por primera vez. Charles Cretors era oriundo de Lebanon (Ohio). Viajó por el Medio Oeste y se estableció en Fort Scott (Kansas) unos pocos años y luego en Decatur (Illinois). Empleaba su tiempo trabajando como pintor y albañil, abrió una panadería y finalmente una tienda de golosinas. Cretors adquirió una tostadora de cacahuetes y empezó a venderlos recién tostados. Como no estaba satisfecho de su funcionamiento, la rediseñó mejorándola. En 1885 se trasladó a Chicago con su familia, pensando que tendría éxito vendiendo su nueva máquina.
Cretors quería probar su nueva tostadora bajo condiciones cotidianas, y también necesitaba dinero. Así que compró una licencia de vendedor y puso su máquina en la acera frente a su tienda para probarla y vender al mismo tiempo. La fecha de su licencia fue 2 de diciembre de 1885, que marca la fundación de C. Cretors & Company. La nueva tostadora era movida por un pequeño motor a vapor, que automatizaba el proceso de tueste, lo que resultaba un concepto novedoso. J. M. Savage, un vendedor que compró una bolsa de cacahuetes, quedó muy intrigado con la nueva máquina, y se ofreció a venderla en su zona. Cretors aceptó la propuesta, contratando así a su primer vendedor.
Para 1893, Cretors había creado una máquina a vapor que podía tostar 5,5 kg de cacahuetes, 9 kg de café, palomitas de maíz y también asar castañas. Las palomitas se estaban convirtiendo en un aperitivo popular, de forma que Cretors rediseñó su máquina automática para asar cacahuetes y palomitas al mismo tiempo. El diseño de la máquina de Cretors tenía varias ventajas sobre el proceso manual. Su funcionamiento era más predecible y suponía una atracción tanto para el vendedor como para los clientes. Estaba también la novedad del motor a vapor, y el Tosty Rosty Man, un pequeño payaso mecánico que actuaba como comercial para la máquina. La máquina de Cretors se convirtió en la primera automática que podía tostar palomitas uniformemente en su propia salsa. Como resultado, el producto salía de la misma forma todas las veces. Cretors solicitó una patente sobre su nueva máquina automática tostadora de cacahuetes y palomitas el 10 de agosto de 1891, y le fue concedida el 10 de octubre de 1893.
Charles Cretors llevó su nueva máquina a la Exposición Mundial Colombina de Chicago de 1893 e introdujo el nuevo producto de maíz al público en una máquina recién diseñada. Tras un periodo de prueba en el que Cretors regaló muestras de sus nuevas palomitas, la gente empezó a hacer cola para comprar bolsas de palomitas calientes con mantequilla.

## Variantes
Diferentes tipos de palomitero funcionan de formas distintas: algunos modelos usan aire caliente, que evita el uso de aceite a costa de obtener un sabor distinto, siendo por tanto una opción más saludable. Suelen tener una potencia de 1200 vatios.
Los palomiteros pueden ser bastante grandes, para usarlos en cines o ferias, o pequeños electrodomésticos. Las palomitas al estilo del cine pueden hacerse fácilmente en casa usando sal con mantequilla.
A mediados de los años 1970 Pillsbury Company presentó las palomitas de maíz para microondas, vendiéndolas en máquinas expendedoras y, más tarde en supermercados, cuando las ventas de hornos microondas aumentaron, lo que redujo la demanda de una máquina separada para elaborarlas. Sin embargo en este tipo de palomitas hasta el 60% de las calorías proceden de la grasa (existiendo versiones con menos grasa). Mucha gente prepara actualmente palomitas en el microondas usando sus propias bolsas. El maíz puede ponerse en cualquier bolsa de papel (que entonces se dobla), o en un bol específicamente preparado, y se mete en el microondas varios minutos, según su potencia. Hay algunos microondas con potencia de entre 800 y 950 w y algunos de 2 a 5 niveles de potencia